# شهرستان ایوالوفگراد
شهرستان ایوالوفگراد (به بلغاری: Ivaylovgrad Municipality) یک شهرستان در بلغارستان است که در استان خاسکوو واقع شده‌است. شهرستان ایوالوفگراد ۸۱۳٫۴۷ کیلومتر مربع مساحت و ۶٬۴۲۶ نفر جمعیت دارد.